# قطعنامه ۱۳۳۳ شورای امنیت
قطعنامه ۱۳۳۳ شورای امنیت سازمان ملل متحد که در تاریخ ۱۹ دسامبر ۲۰۰۰ تصویب شد، سندی بین‌المللی دربارهٔ اوضاع در افغانستان است. این قطعنامه طی نشست ۴۲۵۱ام با ۱۳ رای موافق، ۰ مخالف و ۲ ممتنع تصویب شد.